# Islam Feruz
Islam "Izzy" Salieh Feruz född 10 september 1995 i Kismayo, Somalia, är en skotsk fotbollsspelare.

## Karriär
Glasgow-klubben Celtic upptäckte Feruzs talang när han var tio år. När familjen två år senare hotades av utvisning startade klubben en kampanj där Celtic-legendaren Tommy Burns personligen engagerade sig och lyckades övertala det brittiska migrationsverket att ge hela Faruz familj brittiska pass.
Feruz valde i september 2011 att gå till Chelsea som i januari 2014 förlängde hans kontrakt över ytterligare fyra år. Detta sedan tränaren José Mourinho låtit honom få a-lagsdebutera under träningsturnén sommaren 2013. Det har ännu inte blivit till några tävlingsmatcher och han har sedan 2014 varit utlånat till andra klubbar. Först till  ryska Krylja Sovetov som han lämnade efter cirka ett dygn eftersom han ångrade sig och utan att ha spelad för klubben, sedan grekiska OFI Kreta där det bara blev ett enda framträdande i A-laget 2014. Året efter blev det två matcher för Blackpool FC och i september 2015 var Feruz tillbaka i Skottland denna gång i Edinburgh-klubben Hibernian men efter bara sex framträdanden bröts låneavtalet den 14 januari 2016. Han har sedan provspelad för kazakiska FC Aktobe utan att det blev till något nytt lånekontrakt.
Feruzhar spelad totalt 31 ungdoms- och juniorlandskamper och gjord 13 mål. Han har representerat Skottland på alla ungdoms- och juniorlandslag.